# Parc national Frank Hann
Le parc national Frank Hann est un parc national situé à 428 km à l'est-sud-est de Perth, capitale de l'Australie occidentale. Il doit son nom à l'explorateur Frank Hann qui fut le premier à explorer la région. Il abrite une flore, y compris saisonnière très variée.